# Nihonogomphus shaowuensis
Nihonogomphus shaowuensis – gatunek ważki z rodziny gadziogłówkowatych (Gomphidae).